# Model de difusió Bass
El model Bass o model de difusió Bass va ser desenvolupat per Frank Bass. Consisteix en una equació diferencial senzilla que descriu el procés de com s'adopten nous productes en una població. El model presenta una raó de com interactuen els adoptants actuals i els possibles adoptants d'un nou producte. La premissa bàsica del model és que els adoptants es poden classificar com a innovadors o com a imitadors, i la velocitat i el moment de l'adopció depèn del seu grau d'innovació i del grau d'imitació entre els adoptants. El model Bass s'ha utilitzat àmpliament en la previsió, especialment la previsió de vendes de nous productes i la previsió de tecnologia. Matemàticament, la difusió bàsica de Bass és una equació de Riccati amb coeficients constants equivalents al creixement Verhulst-Pearl Logistic.
El 1969, Frank Bass va publicar el seu article sobre un nou model de creixement de productes per a béns de consum duradors. :1833 Abans d'això, Everett Rogers va publicar Diffusion of Innovations, un treball molt influent que descrivia les diferents etapes d'adopció del producte. Bass va aportar algunes idees matemàtiques al concepte. Mentre que el model de Rogers descriu les quatre etapes del cicle de vida del producte (Introducció, Creixement, Maduresa, Declive), el model Bass se centra en les dues primeres (Introducció i Creixement). Algunes de les extensions Bass-Model presenten models matemàtics per als dos últims (Maduresa i Declinació).

## Formulació del model
{\displaystyle {\frac {f(t)}{1-F(t)}}=p+qF(t)}
On:
- és la fracció base instal·lada
- és la taxa de canvi de la fracció base instal·lada, és a dir
- és el coeficient d'innovació
- és el coeficient d'imitació

Expressada com una equació diferencial ordinària,
{\displaystyle {\frac {dF}{dt}}=p(1-F)+q(1-F)F=(1-F)(p+qF).}
Vendes (o nous adoptants) {\displaystyle \ s(t)} en el moment {\displaystyle \ t} és la taxa de canvi de la base instal·lada, és a dir, {\displaystyle \ f(t)} multiplicat pel potencial final del mercat {\displaystyle \ m}. Sota la condició {\displaystyle \ F(0)=0}, això ho tenim
{\displaystyle \ s(t)=mf(t)}
{\displaystyle \ s(t)=m{\frac {(p+q)^{2}}{p}}{\frac {e^{-(p+q)t}}{(1+{\frac {q}{p}}e^{-(p+q)t})^{2}}}}
Tenim la descomposició {\displaystyle \ s(t)=s_{n}(t)+s_{i}(t)} on {\displaystyle \ s_{n}(t):=mp(1-F(t))} és el nombre d'innovadors al mateix temps {\displaystyle \ t}, i {\displaystyle \ s_{i}(t):=mq(1-F(t))F(t)} és el nombre d'imitadors al mateix temps {\displaystyle \ t}.
El moment de les vendes màximes {\displaystyle \ t^{*}} :
{\displaystyle \ t^{*}={\frac {\ln q-\ln p}{p+q}}}
Els temps de la inflexió apunten a la corba dels nous adoptants {\displaystyle \ t^{**}} :
{\displaystyle \ t^{**}={\frac {\ln(q/p)-\ln(2\pm {\sqrt {3}}))}{p+q}}}
or in another form (related to peak sales):
{\displaystyle \ t^{**}=t^{*}\pm {\frac {\ln(2+{\sqrt {3}}))}{p+q}}}
L'hora punta i els temps dels punts d'inflexió han de ser positius. Quan {\displaystyle \ t^{*}} és negatiu, les vendes no tenen pic (i disminueixen des de la seva introducció). Hi ha casos (segons els valors de {\displaystyle \ p} i {\displaystyle \ q}) quan la corba dels nous adoptants (que comença a 0) només té un o zero punts d'inflexió.

## Explicació
El coeficient {\displaystyle \ p} s'anomena coeficient d'innovació, influència externa o efecte publicitari. El coeficient {\displaystyle \ q} s'anomena coeficient d'imitació, influència interna o efecte boca-orella.
Valors típics de {\displaystyle \ p} i {\displaystyle \ q} quan el temps {\displaystyle \ t} es mesura en anys:
- El valor mitjà de s'ha trobat que és de 0,03, amb un rang típic entre 0,01 i 0,03.
- El valor mitjà de s'ha trobat que és de 0,38, amb un rang típic entre 0,3 i 0,5.